# Wybory prezydenckie w Gwinei Bissau w 2005 roku
Wybory prezydenckie w Gwinei Bissau, pierwsza tura wyborów odbyła się 19 czerwca 2005 roku, natomiast druga rozstrzygająca tura miała miejsce 24 lipca 2005 roku. 

## Kandydaci na urząd prezydenta
10 maja 2005 roku, Sąd Najwyższy opublikował listę kandydatów startujących do objęcia stanowiska prezydenta republiki Gwinea Bissau. Ostatecznie lista zamknęła się na 13 kandydatach:
- Adelino Mano Queta - niezależny
- Antonieta Rosa Gomes - Gwinejskie Forum Obywatelskie-Socjaldemokraci (GFO-SD). Startował w wyborach w 1994 z wynikiem 1.79% głosów.
- Aregado Mantenque Té - Partia Pracy (PP)
- Paulino Empossa Ié - niezależny
- Faustino Fadut Imbali - Manifest Partia Ludzi (MPL). Były premier.
- Francisco Fadul - Zjednoczona Partia Socjaldemokratyczna (ZPS). Premier od 3 grudnia 1998 do 19 lutego 2000.
- Mamadú Iaia Djaló - niezależny
- Idrissa Djaló - Zjednoczona Partia Narodowa (ZPN)
- João Bernardo "Nino" Vieira - niezależny, były prezydent od  1980–1998
- João Tátis Sá - Partia Obywateli Gwinei (POG)
- Kumba Ialá - Socjalna Partia Odnowy (SPO). Prezydent w latach 2000–2003
- Malam Bacai Sanhá - Afrykańska Partia Niepodległościowa Gwinei i Republiki Zielonego Przylądka (APNGRZP). Tymczasowy prezydent w latach 1999-2000.
- Mário Lopes da Rosa - niezależny

## Wyniki wyborów
| Kandydat                    | Kandydat                    | I tura        | I tura   | II tura       | II tura  |
| --------------------------- | --------------------------- | ------------- | -------- | ------------- | -------- |
| Kandydat                    | Kandydat                    | Liczba głosów | % głosów | Liczba głosów | % głosów |
| Malam Bacai Sanhá           | Malam Bacai Sanhá           | 158,276       | 35.45%   | 196,759       | 47.65%   |
| João Bernardo "Nino" Vieira | João Bernardo "Nino" Vieira | 128,918       | 28.87%   | 216,167       | 52.35%   |
| Kumba Ialá                  | Kumba Ialá                  | 111,606       | 25.00%   | -             | -        |
| Francisco Fadul             | Francisco Fadul             | 12,733        | 2.85%    | -             | -        |
| Aregado Mantenque Té        | Aregado Mantenque Té        | 9,000         | 2.02%    | -             | -        |
| Mamadú Iaia Djaló           | Mamadú Iaia Djaló           | 7,112         | 1.59%    | -             | -        |
| Mário Lopes da Rosa         | Mário Lopes da Rosa         | 4,863         | 1.09%    | -             | -        |
| Idrissa Djaló               | Idrissa Djaló               | 3,604         | 0.81%    | -             | -        |
| Adelino Mano Queta          | Adelino Mano Queta          | 2,816         | 0.63%    | -             | -        |
| Faustino Fadut Imbali       | Faustino Fadut Imbali       | 2,330         | 0.52%    | -             | -        |
| Paulino Empossa Ié          | Paulino Empossa Ié          | 2,215         | 0.50%    | -             | -        |
| Antonieta Rosa Gomes        | Antonieta Rosa Gomes        | 1,642         | 0.37%    | -             | -        |
| João Tátis Sá               | João Tátis Sá               | 1,378         | 0.31%    | -             | -        |